# Zheng Jing
Pour les articles homonymes, voir Zheng (homonymie).
Dans ce nom chinois, le nom de famille, Zheng, précède le nom personnel.
Zheng Jing (chinois simplifié : 郑经 ; chinois traditionnel : 鄭經 ; pinyin : Zhèng Jīng) (25 octobre 1642 — 17 mars 1681) est un général, pirate (corsaire) et monarque chinois. Il est également le fils de Zheng Chenggong. Zheng Jing désigna son fils ainé Zheng Kezang comme successeur, mais c'est finalement son autre fils Zheng Keshuang alors âgé de 12 ans qui lui succède.  